# Dangjin-Stadion
Das Dangjin-Stadion (kor. 당진종합운동장) ist ein Fußballstadion mit Leichtathletikanlage in der südkoreanischen Stadt Dangjin, Provinz Chungcheongnam-do. Eröffnet wurde die Anlage 1998. Genutzt wurde die Spielstätte von 2006 bis 2012 erstmals vom Frauenfußballverein Chungnam Ilhwa Chunma WFC. Seit 2021 nutzt das Fußball-Franchise Dangjin Citizen FC das Dangjin-Stadion.